# Ośrodek Zapasowy 20 Dywizji Piechoty
Ośrodek Zapasowy 20 Dywizji Piechoty (OZ 20 DP) – oddział piechoty Wojska Polskiego.

## Formowanie i organizacja
Ośrodek Zapasowy 20 Dywizji Piechoty nie istniał w organizacji pokojowej Wojska Polskiego. Był Jednostką mobilizowaną zgodnie z planem mobilizacyjnym „W”, w II rzucie mobilizacji powszechnej w czasie X+4. Jednostką mobilizującą Ośrodek Zapasowy 20 Dywizji Piechoty był 80 pułk piechoty. Ośrodek miał być formowany według organizacji wojennej L.3010/mob.org., ukompletowany zgodnie z zestawieniem specjalności oraz uzbrojony i wyposażony zgodnie z wojennymi należnościami materiałowymi. W skład ośrodka zapasowego ramowo wchodziły:
- dowództwo ośrodka zapasowego,
- kompania gospodarcza ośrodka zapasowego,
- kompania podchorążych rezerwy ośrodka zapasowego,
- trzy bataliony ośrodka zapasowego po trzy kompanie strzeleckie i jednej kompanii ckm,
- pluton przeciwpancerny ośrodka zapasowego,
- pluton pionierów ośrodka zapasowego,
- pluton łączności ośrodka zapasowego,
- pluton zwiadowców ośrodka zapasowego[3].

Po zmobilizowaniu wszystkich jednostek przewidzianych planem „W” w ramach mobilizacji alarmowej w marcu 1939, w koszarach 80 pułku piechoty i 79 pułku piechoty pozostały nadwyżki rezerwistów, część kadry oficerskiej i podoficerskiej oraz kontyngent poborowych wcielonych do pułków w marcu 1939. W garnizonie prowadzono szkolenie poborowych i rezerwistów. Z posiadanych w pułku rezerwistów i tych powołanych w dniu 24 sierpnia rezerwistów, zmobilizowano kolejne pododdziały. W ramach mobilizacji powszechnej od dnia 30 sierpnia gromadzono kolejnych rezerwistów w ramach Oddziałów Zbierania Nadwyżek 80 pp i OZN 79 pp. Oddziały Nadwyżek obu pułków pod dowództwem ppłk. Mieczysława Gumkowskiego natychmiast przystąpiły do formowania Ośrodka Zapasowego 20 Dywizji Piechoty, którego dowództwo objął płk Adam Epler. 2 września do Słonimia przybył OZN 78 pułku piechoty pod dowództwem kpt. Zygmunta Ziemby. Jednak z uwagi na rozkaz dowódcy Okręgu Korpusu nr IX gen. bryg. Franciszka Kleeberga o zorganizowania zgrupowania taktycznego z zasobów pozostałości 78 pp i części zmobilizowanych tam oddziałów pod nazwą Zgrupowanie „Jasiołda”, 8 września OZN 78 pp kpt. Zygmunta Ziemby powrócił do Baranowicz. 10 września dotychczasowy dowódca OZ 20 DP płk Adam Epler odjechał do Kobrynia, gdzie na rozkaz dowódcy OK IX objął dowództwo Dywizji Piechoty „Kobryń”, dowództwo Ośrodka objął ppłk Kazimierz Gorzkowski. Do 10 września z rezerwistów wcielonych do OZ 20 DP i włączonych w skład Ośrodka nadwyżek 79 i 80 pułków sformowano trzy bataliony z dowódcami:
- I batalion piechoty (z rezerwistów 80 i 79 pp i kadry z 79 i 80 pp) - mjr Michał Bartula
- II batalion piechoty (z kadry i szeregowych młodszego rocznika 79 pp) - kpt. Adolf Boratyński
- III batalion piechoty (z kadry i szeregowych młodszego rocznika  80 pp) - kpt. Adam Jarosiński[5].

10 września I batalion złożony z rezerwistów 80 pp i 79 pp pod dowództwem mjr. Michała Bartuli z 79 pp został załadowany do transportu kolejowego i wysłany do Warszawy, celem uzupełnienia macierzystego 80 pułku piechoty. Z uwagi na uszkodzenie torów kolejowych przez naloty bombowe na dworce i tory kolejowe, batalion mjr Bartuli został zatrzymany w Brześciu nad Bugiem 10 września wieczorem i po wyładowaniu skierowany do Kobrynia. W Kobryniu wszedł w skład formowanej przez płk. Adama Eplera Dywizji Piechoty  „Kobryń”. Następnie walczył w składzie 60 Dywizji Piechoty „Kobryń” jako samodzielny batalion 79 pp (179 pp) w walkach w Kobryniu i pod Kockiem. Na rozkaz dowódcy OK IX, ppłk Kazimierz Gorzkowski przystąpił do formowania z zasobów OZ 20 DP Zgrupowania „Drohiczyn Poleski”. Po odjeździe batalionu piechoty mjr. Bartuli zreorganizowano i dozbrojono pozostałe oddziały OZ 20 DP, formując ponownie kolejny I batalion piechoty.    

## Działania bojowe
11 września Zgrupowanie „Drohiczyn Poleski” w składzie:
- I batalion piechoty (z rezerwistów i kadry 79 pp) - mjr  Franciszek Pająk
- II batalion piechoty - kpt. Adolf Boratyński
- III batalion piechoty - kpt. Adam Jarosiński

Otrzymało zadanie obrony odcinka Horodec-Chomsk i obsadzenia Drohiczyna, oraz zamknięcie kierunków z Iwacewicz na Pińsk, z Hancewicz na Łunieniec. W związku z tym miano bronić węzłów drogowych w Telechanach i Hancewiczach. Pas działań zgrupowania ograniczony był od północy stacją kolejową Kosów i Berezą Kartuską od południa Kanałem Królewskim. Jako pierwszy wymaszerował ze Słonimia 11 września I batalion mjr. Pająka w kierunku południowym. 12 września wymaszerowały pozostałe oddziały pod dowództwem ppłk Mieczysława Gumkowskiego. Po forsownym marszu przez: Żyrowice, Papiernię, Iwancewicze, Kosów Poleski, Rzeczycę, Zgrupowanie „Drohiczyn Poleski” 15 września osiągnęło Chomsk. W rejonie Chomska zgrupowanie zatrzymało się na postój ubezpieczony organizując obronę przeciwpancerną. 17 września wieczorem, po otrzymaniu informacji o agresji sowieckiej na rozkaz gen. Kleeberga, zgrupowanie podjęło nocny marsz poprzez Rowiny, Lipniki, Winoże, Jałocz, dwór Bielin i most na Kanale Królewskim. 18 września oddziały Zgrupowania „Drohiczyn Poleski” zajęły obronę na linii Kanału Królewskiego na odcinku Odryżyn-Kanał Białojeziersk. Poszczególne bataliony obsadziły: I batalion Odryżyn-Glinna-las na północ od Mikoszyna, zamykał kierunek Glinna-Własowice, III batalion w rejonie Kanału Głównego zamykał kierunek Bielin-Mukoszyn, II batalion Zarzeczka-Kanał Białojezierski, zamykał kierunek Kublik-Swaryń. W rejonie tym zgrupowanie przebywało do wieczora 20 września. Podczas przebywania w tym rejonie dołączyło szereg pododdziałów i grup rozbitków. Dokonano reorganizacji Zgrupowania „Drohiczyn Poleski”, które składało się od tego momentu z oddziałów dowodzonych:  
- Dowódca Zgrupowania - ppłk Kazimierz Gorzkowski

- dowódca pułku piechoty „Łowczówek” - ppłk Mieczysław Gumkowski
  - dowódca batalionu piechoty - kpt. Adolf Boratyński
  - dowódca batalionu piechoty - kpt. Adam Jarosiński
- dowódca pułku piechoty „Rarańcza” - mjr Franciszek Pająk
  - dowódca batalionu piechoty - kpt. Władysław Turski
  - dowódca batalionu piechoty - kpt. Jan Majewski
- dowódca batalionu wartowniczego „Drohiczyn” - mjr Józef Błoński.

Wieczorem 20 września Zgrupowanie ppłk. Gorzkowskiego podjęło marsz w rejon Dorotyszcze-Obłapy. Marsz odbył się etapami. 20 września Wielka Hłusza-Wyderta, 21 września Nujno-Soszyczno. 23 września osiągnęło Dubeczną, 24 września Wilica-Butmer. Po dobowym wypoczynku zgrupowanie dotarło do miejscowości Świtaż. Nocą 26/27 września zgrupowanie przeszło przez most na Bugu w Orchowie, następnie przeszło na postój w rejonie Orchówek, Okuninka, Tarasiuki. Od czasu agresji sowieckiej do przejścia Bugu Zgrupowanie ppłk. Gorzkowskiego toczyło walki i potyczki z grupami dywersantów ukraińskich i komunistycznych. W rejonie stacjonowania Zgrupowanie „Drohiczyn Poleski” połączyło się ze Zgrupowaniem „Brzoza” płk. Ottokara Brzozy-Brzeziny, formując 50 Dywizję Piechoty „Brzoza”. Oddziały OZ 20 DP i późniejszego Zgrupowania „Drohiczyn Poleski” dalsze losy dzieliło z 50 DP i Samodzielną Grupą Operacyjną „Polesie”.

### Żołnierze OZ 20 DP – ofiary zbrodni katyńskiej
Biogramy zamordowanych znajdują się na stronie internetowej Muzeum Katyńskiego
| Nazwisko i imię    | stopień              | zawód      | miejsce pracy przed mobilizacją | zamordowany |
| ------------------ | -------------------- | ---------- | ------------------------------- | ----------- |
| Reksulak Władysław | podporucznik rezerwy | nauczyciel | szkoła w Jatrze                 | Katyń       |
| Soroko Mieczysław  | podporucznik rezerwy | nauczyciel | szkoła w Nalibokach             | Katyń       |